# Fabian Dörfler
Fabian Dörfler, né le 8 septembre 1983, est un kayakiste allemand, double champion du monde de sa discipline.

## Palmarès

### Championnats du monde
- 2010 à Tacen (Slovénie) :
  -  Médaille d'or en K-1 par équipes.

- 2007 à Foz do Iguaçu (Brésil) :
  -  Médaille d'or en K-1 par équipes.
  -  Médaille d'argent en K-1 individuel.

- 2005 à Penrith (Australie) :
  -  Médaille d'or en K-1 individuel.

### Championnats d'Europe
- 2013 à Cracovie (Pologne) : 
  -  Médaille d'argent en K-1 par équipes

- 2008 à Cracovie (Pologne) :
  -  Médaille de bronze en K-1 individuel.

- 2007 à Liptovský Mikuláš (Slovaquie) :
  -  Médaille d'argent en K-1 par équipes.

- 2006 à L'Argentière-la-Bessée (France) :
  -  Médaille d'or en K-1 individuel.
  -  Médaille de bronze en K-1 par équipes.